# Rubus hastiferus
Rubus hastiferus är en rosväxtart som beskrevs av Heinrich E. Weber. Rubus hastiferus ingår i släktet rubusar, och familjen rosväxter. Inga underarter finns listade i Catalogue of Life.